# Jak tylko potrafisz
Jak tylko potrafisz – amerykańska komedia z 1980 roku, będąca kontynuacją filmu Każdy sposób jest dobry z 1978 roku.

## Główne role
- Clint Eastwood – Philo Beddoe
- Sondra Locke – Lynn Halsey-Taylor
- Geoffrey Lewis – Orville Boggs
- William Smith – Jack Wilson
- Harry Guardino – James Beekman
- Ruth Gordon – Senovia 'Ma' Boggs